# 首席技术官
，是企業團體裡的高階主管職位之一，是企业內负责技术的最高负责人，是許多企業，尤其是美國企業的頭銜，这个名称是在1980年代時从美国开始興起，起源於一些有大規模投資在研究與開發（R&D）項目的大型公司，如（General Electric, GE），美國電話電報（AT&T）與美國鋁業（ALCOA），主要责任是将科学研究成果轉为营利項目。
1990年代，因计算机和软件公司热门，很多公司把CTO的名称给予管理计算机系统和软件的负责人。有时CTO和CIO（Chief Information Officer，是信息管理最高负责人）是同一个人（尤其在软件公司），有时CTO會归于比较精通科学技术的CIO手下。在不同领域的公司，CTO工作性质不同；即使在同一领域，工作性质也可能大不相同。一般CTO会有以下责任：
- 长期技术方向（战略性）
- 短期技术方向（战术性）
- 管理研究对公司经营活动和营利的影响
- 公司中使用的软件

在中國大陆，CTO在研發管理上為技術總監的上級。它相當於美國網際網路公司常設的工程總裁+CTO的工作並集。CTO的是領導技術團隊開發各類產品，解決技術問題，管理不同的項目。作為技術側的權威，還有一部分的職能類似於架構師或總工程師，為下一步的發展方向 做研究探討，為CEO提供決定參考。
CTO的職責如下列表：
- 技術願景：識別新技術、利用新技術、整合新技術、驅動新技術。驅動商業戰略、驅動產品戰略
- 技術架構：建立主營業務中的技術架構與實施模式，建立技術體系標準
- 流程制度：建立高質量，高效率的技術團隊。健全的項目管理體系；完善的員工能力發展體系
- 知識培訓：建立以研發內容為主的知識庫管理體系、技術分享與技術文化的體系
- 業務支撐：與其它部門的溝通協作，如HR、市場、BD、財務、客服等提供技術管理接口；在產品技術層面能夠領先於業內同行
- 影響力：在公司內部與行業中具備一定影響力與口碑
- 視野&格局&執行力：看待問題全面，具有強大的學習力，具備技術前瞻力，敏銳的市場嗅覺，戰略落地的能力